# تسجيل مجمع علائقي
في علم الإشارات، يعتبر تسجيل مجمع علائقي تعميم علاقة التوقيع تسمح بالمكونات الفارغة في علاقات الإشارات الأولية ، أو توقيع ثلاثيات علائقية للنموذج (الموضوع، العلامة، المترجم).

## نبذة
بشكل عام عندما يتعلق الأمر بالأشياء التي يتم التفكير فيها كعلامات ظاهرية أو محتملة لأشياء أخرى، فلا يوجد ضمان ولا تفرد العناصر التي تظهر في علاقة الإشارة. على سبيل المثال، قد تشير إشارة علامة مفترضة إلى كائناتها المفترضة إلى الصفر أو إلى واحد أو إلى العديد من الكائنات. تتطلب المعالجة الصحيحة لهذه المضاعفات تصور شيء أكثر عمومية قليلاً من علاقة الإشارة الصحيحة، أي معقد علائقي. في الواقع، معبرًا عنه بأقسى العبارات العملية، يسمح هذا بفقدان البيانات في أعمدة جدول قاعدة البيانات العلائقية لعلاقة الإشارة المعنية. عادة ما يعمل المرء على افتراض أن جميع أدوار علاقات الإشارات الأولية ممتلئة ولكن يظل حذرًا بما يكفي من الاستثناءات المحتملة للتعامل معها على أساس خاص.